# Branislav Krunić
Branislav Krunić (Trebigne, 28 gennaio 1979) è un allenatore di calcio ed ex calciatore bosniaco, di ruolo centrocampista.